# Tisbe

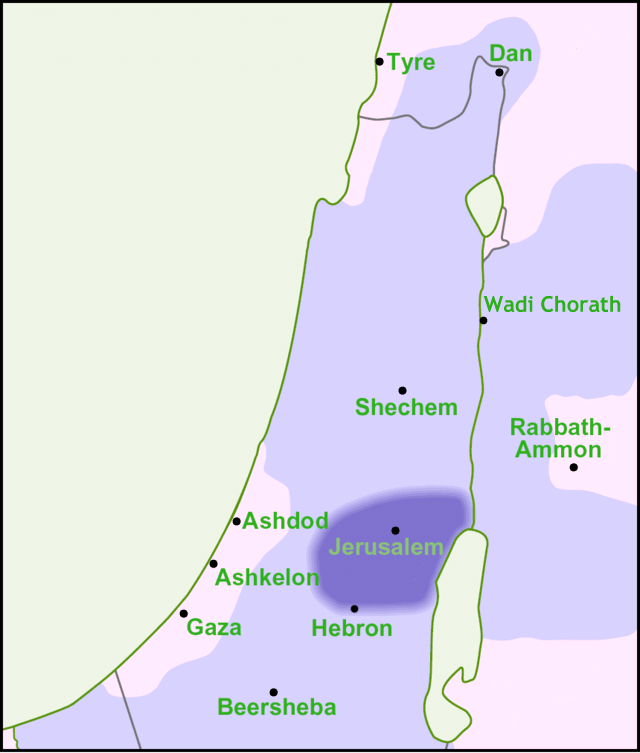
Tisbe: a localização provável perto do riacho de Chorath, identificado aqui com o atual Wadi al-Yabis

Tisbe (também transcrito Tisbé) era, segundo a tradição, a cidade de Listib, localizada a 8 quilômetros ao norte do Rio Jaboque. É o local de nascimento de Elias, o Profeta (1 Reis 17:1). No entanto, pensa-se agora que é mais provável que Tisbe fosse localizado em Naftali (Tisbe em Tobias 1:2), porque o Listib é conhecida por ter sido desabitada durante o tempo do reino do norte.